# Pseudopentameris brachyphylla
Pseudopentameris brachyphylla är en gräsart som först beskrevs av Otto Stapf, och fick sitt nu gällande namn av Hans Joachim Conert. Pseudopentameris brachyphylla ingår i släktet Pseudopentameris och familjen gräs. Inga underarter finns listade i Catalogue of Life.